# テッサ・ブランチャード
テッサ・ブランチャード（Tessa Blanchard、1995年7月26日 - ）は、アメリカ合衆国の女子プロレスラー。ノースカロライナ州シャーロット出身。
父親は1980年代に一世を風靡したフォー・ホースメンのオリジナルメンバーであるタリー・ブランチャード。祖父はテキサス州サンアントニオを拠点とするSCW（Southwest Championship Wrestling）のプロモーターだったジョー・ブランチャード。

## 来歴
2014年、マネージャーとしてプロレスと関わるようになる。4月よりキャメロン・ケイドのガールフレンド兼マネージャーとして帯同。
5月12日、プロレスラーとしての活動が未経験ながらもメジャー団体であるWWEのトライアウトに参加。当日に行われたSmackDownのダークマッチにてSHINEなどのインディー団体に参戦経験のあるチャシティ・テイラーと対戦。また、プロモーションを行っていたアダム・ローズが率いるパーティーメンバー、ローズバズの一員と参加するが合格するに至らなかった。6月15日にもWWEにてローズバズの一員と参加。
6月13日、地元であるシャーロットを拠点とするQOC（Queens Of Combat）にてプロレスラーへと転向し、ミス・レイチェルを相手にデビュー戦を行った。同月28日、シャーロットを拠点とするPWX（Premiere Wrestling Xperience）にてWWEで対戦したチャシティ・テイラーと再戦して勝利。プロレスラーとしてキャリア初の勝利を飾った。
10月4日、オハイオ州を拠点とするAIW（Absolute Intense Wrestling）の女子レスラーイベント、Girls Night Out 13にて日本の女子団体であるスターダムに参戦経験のある実力者、ベーダ・スコットの胸を借りて試合をするが敗戦。同月11日、ニュージャージー州を拠点とするECWA（East Coast Wrestling Association）にて行われたワンナイトトーナメント、スーパー8チックファイトトーナメントに出場。ティナ・サンアントニオ、レニー・ミッチェルを撃破し、決勝で日本の団体であるディアナに参戦経験があり、WXW（World Xtreme Wrestling）のWXW C4女子王者であるジェニー・ローズと対戦して勝利し、トーナメントを制すると同時にECWA女子王座を獲得した。
11月30日、QOC（Queens Of Combat）にてWWE、TNAと所属したトップディーバであるミッキー・ジェームスと対戦。容赦ないミッキーに対して為す術もなく攻め込まれ最後にはロング・キス・グッドナイトを喰らい敗戦した。
12月7日、再びWWEのトライアウトに参加。8日にはローズバズの一員として参加するも不合格に終わった。
2015年1月17日、テキサス州を拠点とするLSCW（Lone Star Championship Wrestling）にてNWA世界女子王者であり、LSCWローンスター女子王座を保持するバービ・ヘイデンに挑戦するがベルトを奪取するに至らなかった。同月31日、再びWWEのトライアウトを受ける為にトレーニングキャンプに参加した。
4月19日、シャーロットを拠点とするPWX（Premiere Wrestling Xperience）にてジョーイ・ライアンとのワールド・キューテスト・タッグチームなるミックスタッグチームで知られるキャンディス・リレイと対戦し、スリングショット・スープレックスを決めて勝利した。
2016年8月、日本のスターダムが主催する「STARDOM 5★STAR GP」に参戦するため初来日。初戦の相手渡辺桃を変型バックドロップでフォールし初来日初勝利を飾った。

## 得意技
マグナム
ダブルニー・フェイス・ブリーカー
スリングショット・スープレックス
ロープ・リバウンド式ブレーンバスター
ハンマーロックDDT
相手を前屈の状態にして、右手で相手の左腕をハンマーロックで固定、そして右手で相手の頭部を抱え込みDDTを決める。

## 獲得タイトル
インパクト・レスリング
- インパクト世界王座 ： 1回
- インパクト・ノックアウト王座 : 1回

ECWA
- ECWA女子王座 : 1回

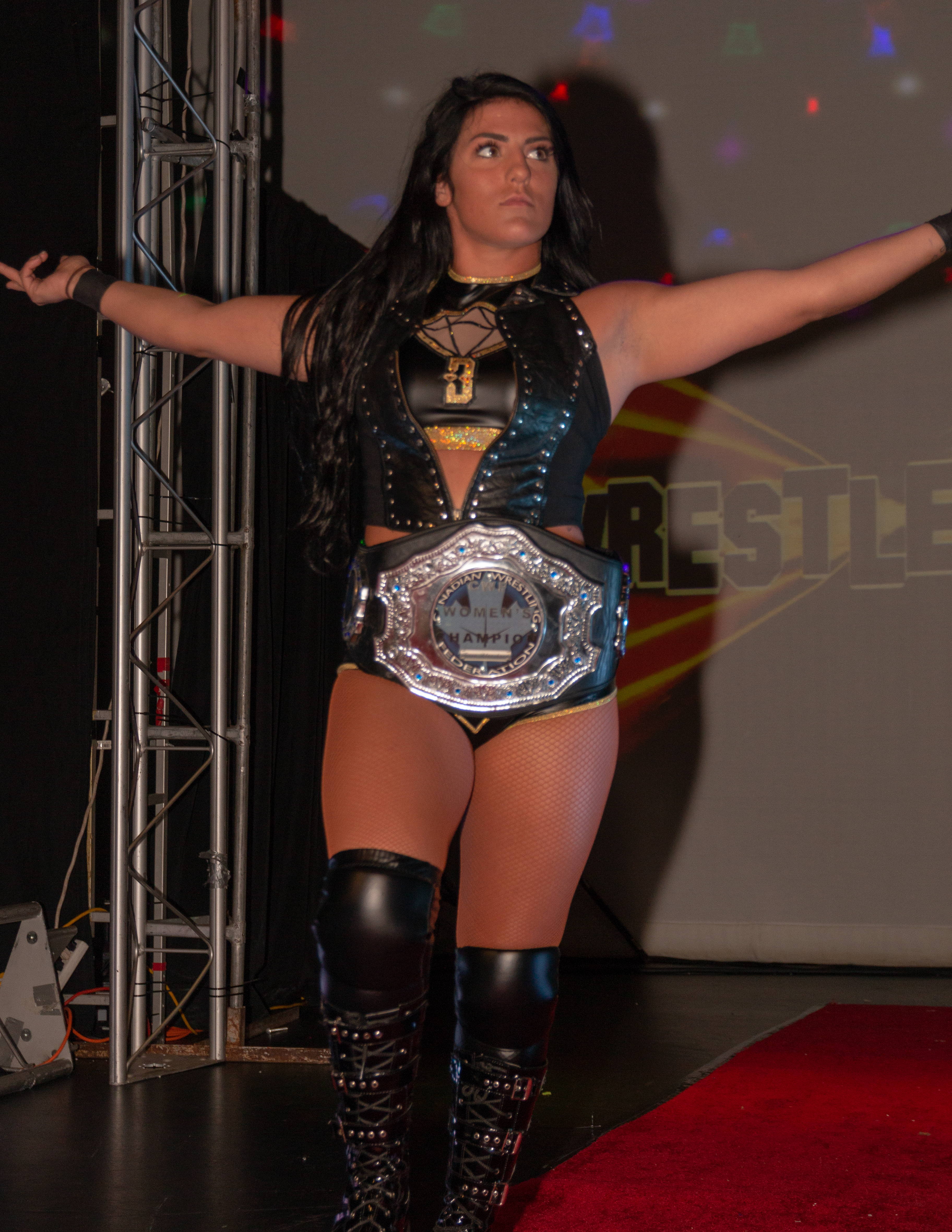
CWF 女子王座

- ECWAスーパー8チックファイトトーナメント : 2014年優勝

## 入場曲
- Lo Horsemen